# Christian Witt-Döring
Christian Witt-Döring (Gmunden, 2 gennaio 1953) è un ex sciatore alpino austriaco, vincitore della Coppa Europa nel 1974.

## Biografia
Specialista della discesa libera, Witt-Döring in Coppa Europa nella stagione 1973-1974 vinse sia la classifica generale sia quella di specialità]; gareggiò anche in Coppa del Mondo, senza ottenere piazzamenti di rilievo, e si ritirò nel 1975. Non prese parte a rassegne olimpiche o iridate.

## Palmarès

### Coppa Europa
- Vincitore della Coppa Europa nel 1974[1]
- Vincitore della classifica di discesa libera nel 1974[1]
- 11 podi:
  -  3 vittorie
  -  2 secondi posti
  -  6 terzi posti[senza fonte]

#### Coppa Europa - vittorie
| Stagione | Località     | Paese   | Specialità |
| -------- | ------------ | ------- | ---------- |
| 1973     | Les Menuires | Francia | DH         |
| 1974     | Avoriaz      | Francia | DH         |
| 1974     | Haus         | Austria | DH         |

Legenda:

DH = discesa libera